# František Onderek

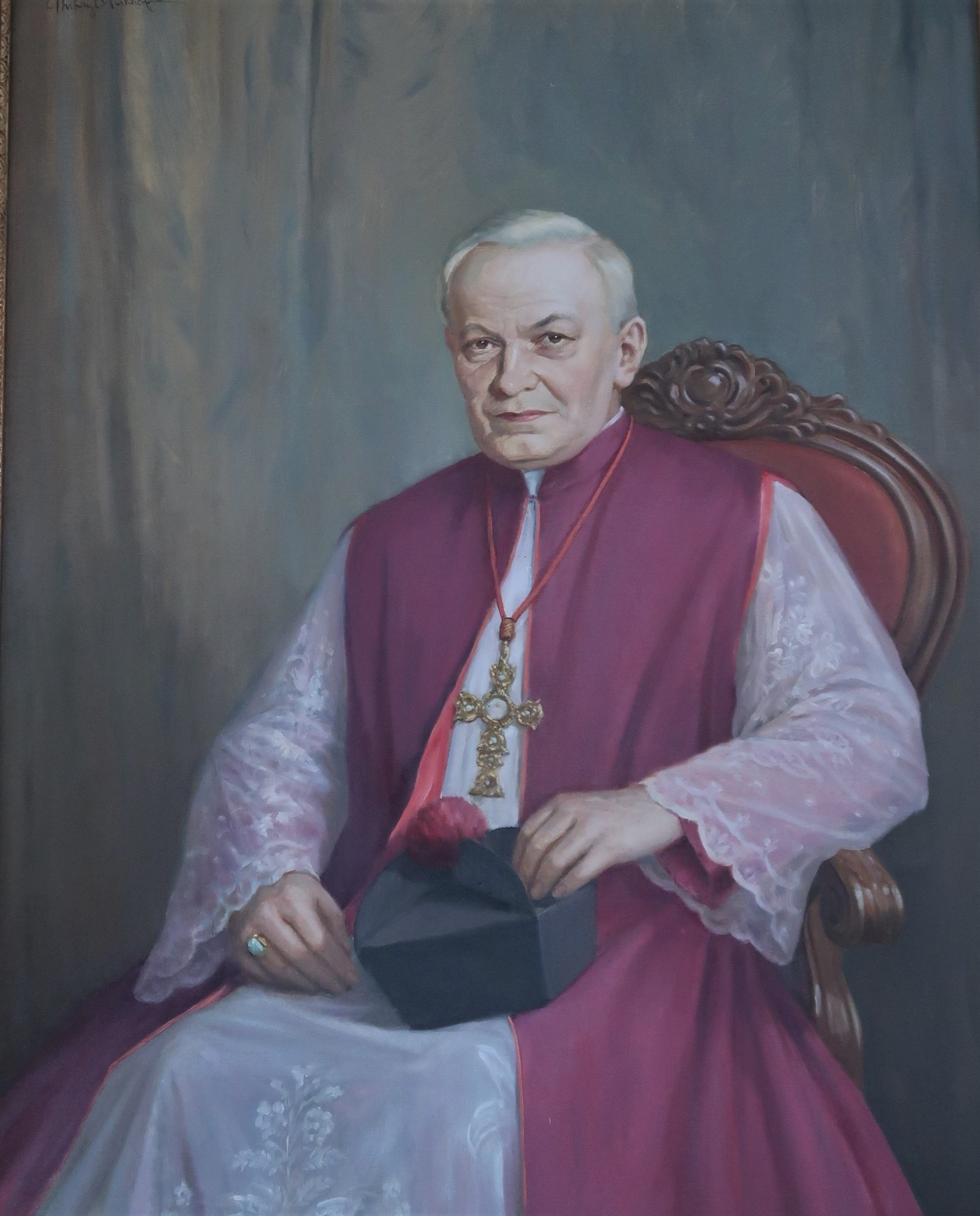
Porträt

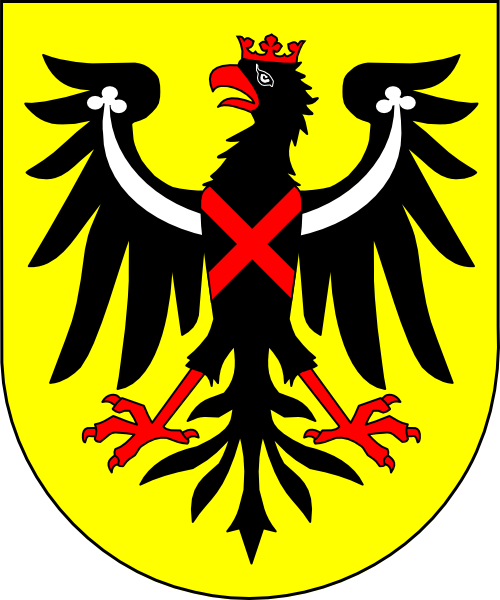
Wappen

František Borgiáš Onderek (* 13. Oktober 1888 in Bruzovice, Österreichisch-Schlesien, Österreich-Ungarn; † 24. Oktober 1962 in Český Těšín, Tschechoslowakei) war ein römisch-katholischer Geistlicher. Er war der erste und einzige rechtmäßige apostolische Administrator der Apostolischen Administratur Český Těšín.
1912 wurde Onderek zum Priester für das Bistum Breslau geweiht. Er war Absolvent und langjähriger Professor am Theologischen Seminar Vidnava. 1921 erlangte er seinen Doktortitel an der Karls-Universität in Prag. 1936 erhielt er den Prälatentitel.
Am 21. Juni 1945 ernannte Adolf Bertram, Erzbischof von Breslau, ihn zu seinem Generalvikar für den tschechoslowakischen Teil des Erzbistums Breslau, also Jesenice und den tschechischen Teil von Teschen. Nach der Gründung der Apostolischen Administratur Český Těšín ernannte Papst Pius XII. ihn am 26. Juni 1947 zum Apostolischen Administrator. Er war direkt dem Vatikan unterstellt und verfügte über die volle Autorität eines ansässigen Bischofs, mit Ausnahme der Erteilung der höheren Weihen.
Während seiner Amtszeit bemühte er sich um die Errichtung eines schlesischen Bistums in der Tschechoslowakei.
Er war ein Gegner des kommunistischen Regimes. Im Frühjahr 1949 wurde er im Rahmen eines Prozesses mit einer Gruppe des Secret Union of Reborn Europe verhaftet, jedoch bald darauf per Landesgerichtsurteil freigesprochen. Nach seiner Freilassung unterzeichnete er eine Treueerklärung gegenüber den Behörden. Dennoch blieb es unter der Kontrolle der StB. 1951 wurde ihm ein patriotischer Priester als sein Sekretär zugeteilt. 1953 wurde er gezwungen, ihn zu seinem Generalvikar zu ernennen.
Nach Ondereks Tod 1962 übernahm Antonín Veselý auf Anordnung des kommunistischen Regimes und ohne Zustimmung des Heiligen Stuhls dessen Aufgaben als Apostolischer Administrator in Český Těšín. Er wurde aber niemals vom Vatikan bestätigt, sondern die Apostolische Administratur wurde aufgelöst und dem Erzbistum Olmütz unterstellt.
Onderek wurde im Familiengrab in Bruzowice bestattet.